# DSV-Pokal 2018/19
Der DSV-Pokal 2018/19 war die 47. Austragung des Wasserballpokalwettbewerbs der Herren. Er begann am 29. September 2018 mit der 1. Runde und endete am 4. Mai 2019 mit der Titelverteidigung von Waspo 98 Hannover. Im Finale setzten sie sich wie im Vorjahr gegen die Wasserfreunde Spandau 04 durch und machten den Titel-Hattrick perfekt.

## Teilnehmende Mannschaften
Für den DSV-Pokal hatten sich folgende 32 Mannschaften qualifiziert:
| Deutsche Wasserball-Liga die 16 Vereine der Saison 2017/18 | 2. Wasserball-Liga Landesgruppen der Saison 2017/18 | Oberliga aus der Saison 2017/18                                                   |
| Plätze 1 – 8 - Waspo 98 Hannover (TV) - Wasserfreunde Spandau 04 - OSC Potsdam - ASC Duisburg - SG Neukölln Berlin - SSV Esslingen - Duisburger SV 98 - SVV Plauen Plätze 9 – 16 - SV Bayer Uerdingen 08 - White Sharks Hannover - SC Neustadt - SC Wedding Berlin - SV Krefeld 72 - SV Ludwigsburg 08 - SGW Köln - Poseidon Hamburg | Nord - SpVg Laatzen - Hellas 1899 Hildesheim - Hamburger Turnerbund von 1862 Ost - SGW Brandenburg - SG Schöneberg Berlin - SV Zwickau 04 - SC Chemnitz 1892 West - Düsseldorfer SC 1898 - Blau-Weiß Bochum - SV Lünen 08 Süd - SV Weiden - SV Würzburg 05 - SC Wasserfreunde Fulda - PSV Stuttgart | Oberliga Schleswig-Holstein - TV Keitum Oberliga West - Aachener Schwimmverein 06 |

1. ↑   Der SC Neustadt zog seine Mannschaft aus dem DSV-Pokal vor der 2. Runde zurück.
2. ↑   Der schleswig-holsteinische Oberligist verzichtete terminbedingt auf die erstmalige Teilnahme am DSV-Pokal. Einen Nachrücker gab es nicht.

## Modus
Der Sieger im DSV-Pokal, wurde nach dem K.-o.-System ermittelt. Die Paarungen wurden vor jeder Runde ausgelost, wobei unterklassige Vereine Heimrecht hatten. Endete ein Spiel nach regulärer Spielzeit unentschieden, wurde der Sieger durch ein sofortiges Fünfmeterwerfen ermittelt.

## 1. Runde
In der ersten Runde im DSV-Pokal starteten die qualifizierten Mannschaften aus den Landesgruppen der 2. Wasserball-Liga sowie unterklassige Vereine aus der Saison 2017/18.
| Datum               |                           | Ergebnis |                        |
| ------------------- | ------------------------- | -------- | ---------------------- |
| Sa 29.09. 17:00 Uhr | SV Zwickau 04             | 10:13    | Düsseldorfer SC 1898   |
| Sa 29.09. 18:00 Uhr | SC Chemnitz 1892          | 10:80    | Blau-Weiß Bochum       |
| Sa 29.09. 18:00 Uhr | SpVg Laatzen              | 12:11    | SV Weiden              |
| Sa 29.09. 18:30 Uhr | Aachener Schwimmverein 06 | 18:17    | SGW Brandenburg        |
| Sa 29.09. 19:15 Uhr | SV Lünen 08               | 17:80    | PSV Stuttgart          |
| So 30.09. 13:00 Uhr | Hamburger TB 1862         | 08:14    | Hellas 1899 Hildesheim |
| Sa 06.10. 16:30 Uhr | SV Würzburg 05            | 16:60    | SG Schöneberg Berlin   |
| Freilos:            | SC Wasserfreunde Fulda    |          |                        |

1. ↑  Sieg nach Fünfmeterwerfen
2. ↑  Sieg nach Fünfmeterwerfen

## 2. Runde
In der zweiten Runde gesellten sich zu den acht Siegern der ersten Runde, jene Mannschaften aus der Deutschen Wasserball-Liga die in der Saison 2017/18 die Plätze 9 bis 16 belegten.
| Datum               |                        | Ergebnis |                           |
| ------------------- | ---------------------- | -------- | ------------------------- |
| Sa 13.10. 16:00 Uhr | SC Chemnitz 1892       | 02:19    | SV Bayer Uerdingen 08     |
| Sa 13.10. 16:00 Uhr | Hellas 1899 Hildesheim | 8:7      | Aachener Schwimmverein 06 |
| Sa 13.10. 17:30 Uhr | Poseidon Hamburg       | 07:12    | SV Krefeld 72             |
| Sa 13.10. 17:30 Uhr | SC Wedding Berlin      | 05:11    | White Sharks Hannover     |
| Sa 13.10. 18:00 Uhr | SpVg Laatzen           | 10:60    | Düsseldorfer SC 1898      |
| Sa 13.10. 19:15 Uhr | SV Lünen 08            | 12:14    | SV Würzburg 05            |
| So 28.10. 11:00 Uhr | SC Wasserfreunde Fulda | 06:15    | SV Ludwigsburg 08         |
| Freilos:            | SGW Köln               |          |                           |

1. ↑  Sieg nach Fünfmeterwerfen

## Achtelfinale
Ab dem Achtelfinale stiegen die acht besten Mannschaften der Deutschen Wasserball-Liga aus der Saison 2017/18 in den Wettbewerb ein.
| Datum               |                          | Ergebnis |                       |
| ------------------- | ------------------------ | -------- | --------------------- |
| Sa 08.12. 14:00 Uhr | SV Bayer Uerdingen 08    | 14:80    | Duisburger SV 98      |
| Sa 08.12. 16:00 Uhr | Wasserfreunde Spandau 04 | 21:50    | SSV Esslingen         |
| Sa 08.12. 16:30 Uhr | OSC Potsdam              | 17:60    | SVV Plauen            |
| Sa 08.12. 16:30 Uhr | SV Würzburg 05           | 07:14    | White Sharks Hannover |
| Sa 08.12. 18:00 Uhr | Hellas 1899 Hildesheim   | 06:20    | ASC Duisburg          |
| So 09.12. 14:00 Uhr | SpVg Laatzen             | 14:11    | SGW Köln              |
| So 09.12. 16:30 Uhr | SV Krefeld 72            | 01:22    | Waspo 98 Hannover     |
| Sa 26.01. 14:00 Uhr | SV Ludwigsburg 08        | 14:80    | SG Neukölln Berlin    |

## Viertelfinale
| Datum               |                       | Ergebnis |                          |
| ------------------- | --------------------- | -------- | ------------------------ |
| Sa 02.04. 14:00 Uhr | SV Bayer Uerdingen 08 | 04:19    | Wasserfreunde Spandau 04 |
| Sa 02.04. 16:00 Uhr | Waspo 98 Hannover     | 19:80    | OSC Potsdam              |
| Sa 02.04. 17:00 Uhr | SpVg Laatzen          | 05:15    | White Sharks Hannover    |
| Sa 02.04. 18:00 Uhr | SV Ludwigsburg 08     | 10:12    | ASC Duisburg             |

## Finalrunde inDüsseldorf

### Halbfinale
| Datum               |                          | Ergebnis |                   |
| ------------------- | ------------------------ | -------- | ----------------- |
| Fr 03.05. 17:15 Uhr | Wasserfreunde Spandau 04 | 11:50    | ASC Duisburg      |
| Fr 03.05. 18:30 Uhr | White Sharks Hannover    | 03:16    | Waspo 98 Hannover |

### Spiel um Platz 3
| Datum               |              | Ergebnis |                       |
| ------------------- | ------------ | -------- | --------------------- |
| Sa 04.05. 15:45 Uhr | ASC Duisburg | 14:50    | White Sharks Hannover |

### Finale
| Wasserfreunde Spandau 04 | Wasserfreunde Spandau 04 | Waspo 98 Hannover | Waspo 98 Hannover |
| | Finale Samstag, 4. Mai 2019 um 17:00 Uhr in Düsseldorf (Rheinbad50) Ergebnis: 6:6 (2:2,3:3,1:0,0:1), 3:4 im Fünfmeterwerfen Schiedsrichter: Philip Uhlig, Frank Ohme Spielerstatistik |                   |                   |
| László Baksa, Mihaly Peterfy – Remi Saudadier, Lucas Gielen, Mateo Ćuk, Tiberiu Negrean, Maurice Jüngling, Dennis Strelezkij, Nikola Dedović, Marko Stamm , Ben Reibel, Marin Restović, Stefan Pjesivac Trainer: Petar Kovačević                                                                             | Moritz Schenkel – Ante Ćorušić, Erik Bukowski, Julian Real, Darko Brguljan, Aleksandar Radović, Predrag Jokić , Tobias Preuss, Luka Sekulić, Pere Estrany Esforzado, Alex Giorgetti, Jorn Winkelhorst, Marin Ban Trainer: Karsten Seehafer                                                                                        |                   |                   |
| 1:1 Mateo Ćuk (5:33) 2:2 Marko Stamm (6:45) 3:4 Tiberiu Negrean (10:56) 4:4 Mateo Ćuk (12:13) 5:5 Stefan Pjesivac (15:21) 6:5 Mateo Ćuk (23:11) ----------------------------------------------------------------------------- 1:0 Tiberiu Negrean Nikola Dedović 2:2 Marko Stamm 3:2 Ben Reibel Lucas Gielen | 0:1 Ante Ćorušić (4:34) 1:2 Julian Real (5:47) 2:3 Ante Ćorušić (9:23) 2:4 Julian Real (10:19) 4:5 Aleksandar Radović (14:48) 6:6 Darko Brguljan (31:21) ----------------------------------------------------------------------------- 1:1 Aleksandar Radović 1:2 Julian Real Darko Brguljan 3:3 Alex Giorgetti 3:4 Tobias Preuss |                   |                   |
| Kovacecić (22:10) | |                   |                   |